# デメトリアス・ジョンソン
デメトリアス・ジョンソン（Demetrious Johnson、1986年8月13日 - ）は、アメリカ合衆国の男性元総合格闘家、柔術家、Youtuber。ケンタッキー州マディソンビル出身。AMCパンクレイション所属。元UFC世界フライ級王者。元ONE世界フライ級王者。ONEフライ級ワールドグランプリ優勝。ONE殿堂入り。

## 概要
多くの格闘技サイトや格闘技関係者から「史上最高の総合格闘家の一人」と称され、ヘンリー・セフード、ジョセフ・ベナビデス、ジョン・ドッドソン、堀口恭司、山本"KID"徳郁、ミゲール・トーレス等の軽量級トップファイターやスター選手から勝利を収めた。UFC時代には「フライ級史上最強」と称され、ジョン・ジョーンズやジョルジュ・サンピエール等と並んで「歴代パウンド・フォー・パウンド最強」との呼び声も高い。UFC史上最多連続王座防衛記録「11」を保持し、歴代3位の記録であるUFC史上最長連勝記録「13」、歴代3位の記録であるUFC史上最多タイトルマッチ勝利記録「12」、UFCタイトルマッチにおける最多サブミッション勝利記録「4」、UFCフライ級史上最多勝利記録「13」 UFCフライ級史上最多フィニッシュ勝利記録「7」など様々な記録を保持する。

## 来歴
ワシントン州ピアース郡で耳の聞こえない母親と暴虐的な継父の間に育つ。ジョンソンは実父を見た事が無いという。
高校時代にはレスリングに励む。また、レスリングで強くなるために陸上、クロスカントリーにも励み州大会に出場した実績を持つ。運動だけでなく、学業の成績も優秀であったという。
2005年10月、リアリティ番組「The Ultimate Fighter」のシーズン1を見て興味を持ち、近所にあったAMCパンクレイションで18歳から総合格闘技を始めた。
2007年7月14日、King of the Cageでプロデビュー。デビュー後、ローカル大会で8戦全勝を記録し、WECと契約。

### WEC
2010年4月24日、WEC初参戦となったWEC 48でブラッド・ピケットと対戦し、0-3の判定負けを喫しキャリア初黒星となった。
2010年11月11日、WEC 52でダマッシオ・ペイジと対戦し、ギロチンチョークによる一本勝ちを収めた。

### UFC
2011年2月5日、WEC統合によりUFC初参戦となったUFC 126で山本"KID"徳郁と対戦し、テイクダウンを奪い続け3-0の判定勝ち。この試合からXboxとスポンサー契約を結んた。
2011年10月1日、UFC Live: Cruz vs. JohnsonでUFC世界バンタム級タイトルマッチで王者ドミニク・クルーズに挑戦するも、10度のテイクダウンを奪われるなど終始劣勢に立たされて0-3の5R判定負け。王座獲得に失敗した。
2012年3月3日、UFC on FX 2の初代UFC世界フライ級王座決定トーナメント準決勝でイアン・マッコールと対戦し、2-0の判定でジョンソンの勝利が発表されるも、その後アスレチック・コミッションの集計ミスが発覚し、正式には1-0（28-28、29-29、29-28）の引き分けであったことが判明。これにより6月に再戦が組まれる事が発表された。また、この試合はファイト・オブ・ザ・ナイトを受賞した。同年6月8日、UFC on FX 3でマッコールと再戦し、3-0の判定勝ち。

#### UFC世界王座獲得
2012年9月22日、UFC 152の初代UFC世界フライ級王座決定トーナメント決勝戦でジョセフ・ベナビデスと対戦し、2-1（48-47、47-48、49-46）の5R判定勝ち。王座獲得に成功した。
2013年1月26日、UFC on FOX 6のUFC世界フライ級タイトルマッチで挑戦者ジョン・ドッドソンと対戦。2Rに左フックでダウンを奪われるも、後半に盛り返し有効打をまとめて3-0（48-47、49-46、48-47）の5R判定勝ち。王座の初防衛に成功し、ファイト・オブ・ザ・ナイトを受賞した。
2013年7月27日、UFC on FOX 8のUFC世界フライ級タイトルマッチでフライ級ランキング4位の挑戦者ジョン・モラガと対戦し、腕ひしぎ十字固めで5R一本勝ち。2度目の王座防衛に成功し、サブミッション・オブ・ザ・ナイトを受賞した。
2013年12月14日、UFC on FOX 9のUFC世界フライ級タイトルマッチでフライ級ランキング1位の挑戦者ジョセフ・ベナビデスと再戦し、右フックでダウンを奪いパウンドで1RKO勝ち。3度目の王座防衛に成功し、ノックアウト・オブ・ザ・ナイトを受賞した。
2013年12月31日、FOXスポーツのファイター・オブ・ザ・イヤーを受賞した。
2014年6月14日、UFC 174のUFC世界フライ級タイトルマッチでフライ級ランキング4位の挑戦者アリ・バガウティノフと対戦し、スタンドの攻防で終始優勢に立って3-0（50-45、50-45、50-45）の5R判定勝ち。4度目の王座防衛に成功した。
2014年9月27日、UFC 178のUFC世界フライ級タイトルマッチでフライ級ランキング8位の挑戦者クリス・カリアソと対戦し、キムラロックで2R一本勝ち。5度目の王座防衛に成功した。
2015年4月25日、UFC 186のUFC世界フライ級タイトルマッチでフライ級ランキング7位の挑戦者堀口恭司と対戦。14度のテイクダウンを奪い、試合終了1秒前に腕ひしぎ十字固めで5R一本勝ち。6度目の王座防衛に成功し、パフォーマンス・オブ・ザ・ナイトを受賞した。この一本はスポーツ・イラストレイテッドのサブミッション・オブ・ザ・ハーフイヤーを受賞した。
2015年9月5日、UFC 191のUFC世界フライ級タイトルマッチでフライ級ランキング1位の挑戦者ジョン・ドッドソンと再戦し、3-0（49-46、49-46、50-45）の5R判定勝ち。7度目の王座防衛に成功した。
2016年4月23日、UFC 197のUFC世界フライ級タイトルマッチでフライ級ランキング2位の挑戦者ヘンリー・セフードと対戦。クリンチ際の右肘打ちと左膝蹴りでぐらつかせ、後退したセフードにボディへの左膝蹴りを突き刺してダウンを奪い追撃のパウンドで1RTKO勝ち。8度目の王座防衛に成功し、パフォーマンス・オブ・ザ・ナイトを受賞した。
2016年11月、エレクトロニック・スポーツの運営企業とスポンサー契約を結んだ。
2016年12月3日、The Ultimate Fighter 24 FinaleのUFC世界フライ級タイトルマッチでTUF 24優勝者のティム・エリオットと対戦。ダースチョークを極められかけるピンチを凌ぎ、試合全体を通して優勢に立って3-0（49-46、49-46、49-45）の5R判定勝ち。9度目の王座防衛に成功した。
2017年4月15日、UFC on FOX 24のUFC世界フライ級タイトルマッチでフライ級ランキング3位の挑戦者ウィルソン・ヘイスと対戦し、腕ひしぎ十字固めで3R一本勝ち。元UFC世界ミドル級王者のアンデウソン・シウバが保持する最多連続防衛記録に並ぶ10度目の王座防衛に成功し、パフォーマンス・オブ・ザ・ナイトを受賞した。
2017年7月、ESPY賞のファイター・オブ・ザ・イヤーを受賞した。
2017年10月7日、UFC 216のUFC世界フライ級タイトルマッチでフライ級ランキング3位の挑戦者レイ・ボーグと対戦。スープレックスで投げながら空中でボーグの左手首を取り、腕ひしぎ十字固めで5R一本勝ち。UFC史上最多連続防衛記録となる11度目の王座防衛に成功し、パフォーマンス・オブ・ザ・ナイトを受賞した。

#### 世界王座陥落
2018年8月4日、UFC 227のUFC世界フライ級タイトルマッチでフライ級ランキング1位の挑戦者ヘンリー・セフードと再戦し、1-2（47-48、48-47、47-48）の5R判定負け。リベンジを許し、約6年間、11度に渡って防衛し続けてきた王座から陥落した。ファイト・オブ・ザ・ナイトを受賞し、海外のMMAメディアサイトの採点では記者25人中13人がセフードの勝利、残り12人がジョンソンの勝利を支持するなどほぼ五分五分となり、ファンの判定投票では約60%がジョンソンの勝利を支持した。

### UFC離脱・ONE Championshipへトレード移籍
2018年10月28日、UFCとONE Championshipとの間で、ジョンソンと元ONE世界ウェルター級王者ベン・アスクレンのトレード移籍が成立。ジョンソンはONE Championshipと契約、アスクレンはUFCと契約する形となり、MMA史上初のトレード移籍となった。ジョンソンはONE Championshipへの移籍を希望した理由を「なにか違うことに挑戦したかった、いつも世界中を回って試合をしてみたかったんだ。PRIDEを見て、アジアの総合格闘技を見て育ってきたから、アジアを回って試合をするチャンスを見逃すことは出来なかったんだ」と語っている。
2019年3月31日、ONE Championshipデビュー戦となったONE Championship: A New Eraのフライ級グランプリ一回戦で若松佑弥と対戦し、ギロチンチョークで2R一本勝ち。グランプリ準決勝進出を果たした。
2019年8月2日、ONE Championship: Dawn Of Heroesのフライ級グランプリ準決勝で和田竜光と対戦し、3-0の判定勝ち。グランプリ決勝進出を果たした。
2019年10月13日、ONE Championship: Centuryのフライ級グランプリ決勝戦でダニー・キンガッドと対戦し、3-0の判定勝ち。グランプリ優勝を果たした。
2021年4月7日、ONE on TNT 1のONE世界フライ級タイトルマッチで王者アドリアーノ・モラエスに挑戦。2Rに右アッパーでダウンを奪われ、追撃のグラウンドの左膝蹴りとパウンドでキャリア初のKO負け。王座獲得に失敗した。
2022年3月26日、ONE Championship: ONE Xでロッタン・ジットムアンノンと3分4Rの特別ルール（1Rと3RがONEスーパーシリーズのムエタイルール、2Rと4RがMMAルール）で対戦し、2Rにリアネイキドチョークで絞め落として一本勝ち。

#### ONE世界王座獲得
2022年8月27日、ONE on Prime Video 1のONE世界フライ級タイトルマッチで王者アドリアーノ・モラエスに挑戦し、4Rに右ストレートでぐらつかせ、追撃の左飛び膝蹴りでKO勝ち。王座獲得に成功し、リベンジを果たした。
2023年5月5日、ONE Fight Night 10のONE世界フライ級タイトルマッチでフライ級ランキング1位の挑戦者アドリアーノ・モラエスとラバーマッチを行い、3-0の5R判定勝ち。王座の初防衛に成功した。
2024年9月6日、ONE 168で総合格闘技からの引退を表明し、ONE CEOのチャトリ・シットヨートンはONE史上初となるジョンソンのONE殿堂入りを発表した。

## ファイトスタイル
打撃にも長けているが、主な試合運びはレスリングとグラウンド中心であり、腕ひしぎ十字固めなどの関節技を得意とする。構えをオーソドックスとサウスポーで頻繁にスイッチし、小刻みなフットワークと軽量級でも随一のスピードを活かした捉え所のない動きで相手を翻弄する。

## 人物・エピソード
- ニックネームのマイティ・マウスは、子供の頃にお気に入りだった漫画のキャラクターに由来する[41]。
- アンデウソン・シウバ、イスラエル・アデサンヤ、ジョー・ローガン等は史上最高の総合格闘家としてジョンソンを挙げている[42][43][44]。
- 礼儀正しく謙虚な人柄として知られ、トラッシュ・トークについては「それは俺のやりたいことではない。もしあなたが誰かの悪口を言ったところで、あなたは何者にもならない。それは高校生レベルの戯言だし、俺は大の大人だ」と語っている[45]。
- 建設プラントに勤めていた事があり、フォークリフトなどを操縦していた。総合格闘家になってからも仕事を続けていたが、ドミニク・クルーズ戦が決まってから師のマット・ヒュームに勧められ、フルタイムの仕事を辞めて、格闘技に専念する事となった。仕事と格闘技を両立させていた時の練習時間は週10～15時間であったという[46]。
- 親日家であり、試合とプライベートで何度か来日している。日本のアニメ好きを公言しており、中でも『進撃の巨人』の熱狂的なファンで、ONE Championship: Centuryで来日した際に原作者の諫山創と対面を果たした[47]。
- 既婚者であり、以前勤めていたレッドロブスターで知り合ったデスティニーとのあいだに三児を儲けている[48]。
- 「ゲームは俺の人生の一部」と語るほどのゲーム好きでありエレクトロニック・スポーツや過去にはXboxがスポンサーについている。ゲーム実況を配信している最中に全米アンチドーピング機関（USADA）の抜き打ち検査を受けたこともある[49]。
- 2019年12月27日、アメリカの総合格闘技老舗サイトMMA Junkieが選定する「2010年代のMMAファイターTop 10」でジョン・ジョーンズに次ぐ2位に選ばれた[50]。
- 背中中央上部に漢字で「愛」とタトゥーを入れている。

## 戦績

### プロ総合格闘技
| 総合格闘技 戦績 | 総合格闘技 戦績 | 総合格闘技 戦績 | 総合格闘技 戦績 | 総合格闘技 戦績 | 総合格闘技 戦績 | 総合格闘技 戦績 |
| --------------- | --------------- | --------------- | --------------- | --------------- | --------------- | --------------- |
| 30 試合         | (T)KO           | 一本            | 判定            | その他          | 引き分け        | 無効試合        |
| 25 勝           | 5               | 8               | 12              | 0               | 1               | 0               |
| 4 敗            | 1               | 0               | 3               | 0               | 1               | 0               |

| 勝敗 | 対戦相手               | 試合結果                                               | 大会名                                                                       | 開催年月日     |
| ○    | アドリアーノ・モラエス | 5分5R終了 判定3-0                                      | ONE Fight Night 10: Johnson vs. Moraes 3 【ONE世界フライ級タイトルマッチ】   | 2023年5月5日   |
| ○    | アドリアーノ・モラエス | 4R 3:50 KO（右ストレート→左飛び膝蹴り）                | ONE on Prime Video 1: Moraes vs. Johnson 2 【ONE世界フライ級タイトルマッチ】 | 2022年8月27日  |
| ×    | アドリアーノ・モラエス | 2R 2:24 KO（右アッパー→グラウンドの左膝蹴り&パウンド） | ONE on TNT 1 【ONE世界フライ級タイトルマッチ】                               | 2021年4月7日   |
| ○    | ダニー・キンガッド     | 5分3R終了 判定3-0                                      | ONE Championship: Century 【ONEフライ級ワールドグランプリ決勝戦】            | 2019年10月13日 |
| ○    | 和田竜光               | 5分3R終了 判定3-0                                      | ONE Championship: Dawn Of Heroes 【ONEフライ級ワールドグランプリ準決勝】     | 2019年8月2日   |
| ○    | 若松佑弥               | 2R 2:40 ギロチンチョーク                               | ONE Championship: A New Era 【ONEフライ級ワールドグランプリ一回戦】          | 2019年3月31日  |
| ×    | ヘンリー・セフード     | 5分5R終了 判定1-2                                      | UFC 227: Dillashaw vs. Garbrandt 2 【UFC世界フライ級タイトルマッチ】         | 2018年8月4日   |
| ○    | レイ・ボーグ           | 5R 3:15 腕ひしぎ十字固め                               | UFC 216: Ferguson vs. Lee 【UFC世界フライ級タイトルマッチ】                  | 2017年10月7日  |
| ○    | ウィルソン・ヘイス     | 3R 4:49 腕ひしぎ十字固め                               | UFC on FOX 24: Johnson vs. Reis 【UFC世界フライ級タイトルマッチ】            | 2017年4月15日  |
| ○    | ティム・エリオット     | 5分5R終了 判定3-0                                      | The Ultimate Fighter 24 Finale 【UFC世界フライ級タイトルマッチ】             | 2016年12月3日  |
| ○    | ヘンリー・セフード     | 1R 2:49 TKO（ボディへの左膝蹴り→パウンド）             | UFC 197: Jones vs. St. Preux 【UFC世界フライ級タイトルマッチ】               | 2016年4月23日  |
| ○    | ジョン・ドッドソン     | 5分5R終了 判定3-0                                      | UFC 191: Johnson vs. Dodson 2 【UFC世界フライ級タイトルマッチ】              | 2015年9月5日   |
| ○    | 堀口恭司               | 5R 4:59 腕ひしぎ十字固め                               | UFC 186: Johnson vs. Horiguchi 【UFC世界フライ級タイトルマッチ】             | 2015年4月25日  |
| ○    | クリス・カリアソ       | 2R 2:29 キムラロック                                   | UFC 178: Johnson vs. Cariaso 【UFC世界フライ級タイトルマッチ】               | 2014年9月27日  |
| ○    | アリ・バガウティノフ   | 5分5R終了 判定3-0                                      | UFC 174: Johnson vs. Bagautinov 【UFC世界フライ級タイトルマッチ】            | 2014年6月14日  |
| ○    | ジョセフ・ベナビデス   | 1R 2:08 KO（右フック→パウンド）                        | UFC on FOX 9: Johnson vs. Benavidez 2 【UFC世界フライ級タイトルマッチ】      | 2013年12月14日 |
| ○    | ジョン・モラガ         | 5R 3:43 腕ひしぎ十字固め                               | UFC on FOX 8: Johnson vs. Moraga 【UFC世界フライ級タイトルマッチ】           | 2013年7月27日  |
| ○    | ジョン・ドッドソン     | 5分5R終了 判定3-0                                      | UFC on FOX 6: Johnson vs. Dodson 【UFC世界フライ級タイトルマッチ】           | 2013年1月26日  |
| ○    | ジョセフ・ベナビデス   | 5分5R終了 判定2-1                                      | UFC 152: Jones vs. Belfort 【フライ級王座決定トーナメント 決勝】             | 2012年9月22日  |
| ○    | イアン・マッコール     | 5分3R終了 判定3-0                                      | UFC on FX 3: Johnson vs. McCall 【フライ級王座決定トーナメント 準決勝】      | 2012年6月8日   |
| △    | イアン・マッコール     | 5分3R終了 判定1-0                                      | UFC on FX 2: Alves vs. Kampmann 【フライ級王座決定トーナメント 準決勝】      | 2012年3月3日   |
| ×    | ドミニク・クルーズ     | 5分5R終了 判定0-3                                      | UFC Live: Cruz vs. Johnson 【UFC世界バンタム級タイトルマッチ】               | 2011年10月1日  |
| ○    | ミゲール・トーレス     | 5分3R終了 判定3-0                                      | UFC 130: Jackson vs. Hamill                                                  | 2011年5月28日  |
| ○    | 山本"KID"徳郁          | 5分3R終了 判定3-0                                      | UFC 126: Silva vs. Belfort                                                   | 2011年2月5日   |
| ○    | ダマッシオ・ペイジ     | 3R 2:27 ギロチンチョーク                               | WEC 52: Faber vs. Mizugaki                                                   | 2010年11月11日 |
| ○    | ニック・ペース         | 5分3R終了 判定3-0                                      | WEC 51: Aldo vs. Gamburyan                                                   | 2010年9月30日  |
| ×    | ブラッド・ピケット     | 5分3R終了 判定0-3                                      | WEC 48: Aldo vs. Faber                                                       | 2010年4月24日  |
| ○    | ジェシー・ブロック     | 1R 1:06 KO（ハイキック）                               | AFC 68                                                                       | 2010年2月10日  |
| ○    | マーシャル・カーライル | 2R 0:51 TKO（パンチ連打）                              | AFC 67                                                                       | 2010年1月13日  |
| ○    | フランキー・メンデス   | 1R 4:38 チョークスリーパー                             | KOTC: Thunderstruck                                                          | 2009年8月15日  |

### アマチュア総合格闘技
| 勝敗 | 対戦相手               | 試合結果                     | 大会名                                                      | 開催年月日    |
| ○    | ルイス・コントレラス   | 1R リアネイキドチョーク      | Genesis: Rise of Kings                                      | 2009年6月27日 |
| ○    | ルーペ・ハジェンズ     | 3R 1:07 リアネイキドチョーク | Rumble on the Ridge                                         | 2009年1月10日 |
| ○    | フォレスト・シーボーン | 1R リアネイキドチョーク      | Genesis: Cold War                                           | 2008年12月6日 |
| ○    | ホセ・ガルサ           | 2R 1:56 腕ひしぎ十字固め     | AXFC 22: Last Man Standing 【AXFCバンタム級タイトルマッチ】 | 2008年8月16日 |
| ○    | ルイス・コントレラス   | 1R キーロック                | USA MMA: Northwest Fighting Challenge 6                     | 2008年3月29日 |
| ○    | エリック・アルバレス   | 5分3R終了 判定3-0            | AXFC 20: March Madness 【AXFCバンタム級王座決定戦】         | 2008年3月8日  |
| ○    | ジェフ・ブルジョア     | 5分3R終了 判定3-0            | AXFC 18: The Art of War                                     | 2007年9月22日 |
| ○    | ブランドン・フィーズ   | 1R 0:17 KO（パンチ）         | AXFC 16: Annihilation                                       | 2007年4月28日 |
| ○    | オレン・ウルリッヒ     | 1R 2:29 TKO（パンチ連打）    | Genesis Fights: Brawl at the Mall 3                         | 2006年7月29日 |

### ミックスルール
| 勝敗 | 対戦相手                   | 試合結果                     | 大会名                  | 開催年月日    |
| ○    | ロッタン・ジットムアンノン | 2R 2:13 リアネイキドチョーク | ONE Championship: ONE X | 2022年3月26日 |

### 柔術
| 勝敗 | 対戦相手                 | 試合結果                 | 大会名                      | 開催年月日    |
| ×    | 柳沢友也                 | 1R 絞め技                | IBJJF ワールドマスター 2024 | 2024年8月31日 |
| ○    | ジェラス・ビカンス       | ポイント5-0              | IBJJF ワールドマスター 2024 | 2024年8月31日 |
| ○    | 加古拓渡                 | ポイント25-6             | IBJJF ワールドマスター 2024 | 2024年8月31日 |
| ○    | ホドリゴ・クディエレス   | 1R 1:10 腕ひしぎ十字固め | IBJJF ワールドマスター 2024 | 2024年8月31日 |
| ○    | 馬場広志                 | ポイント5-0              | IBJJF ワールドマスター 2023 | 2023年9月1日  |
| ○    | エドガー・エドワーズ     | ポイント5-0              | IBJJF ワールドマスター 2023 | 2023年8月31日 |
| ○    | カルロス・ミッチェル     | ポイント5-0              | IBJJF ワールドマスター 2022 | 2022年8月31日 |
| ×    | ウィラマー・アンダーソン | 1R 3:23 腕ひしぎ三角絞め | IBJJF                       | 2022年3月22日 |

## 獲得タイトル
- AXFCバンタム級王座（2008年）
- 初代UFC世界フライ級王座（2012年）
- 初代UFC世界フライ級王座決定トーナメント 優勝（2012年）
- ONEフライ級ワールドグランプリ優勝（2019年）
- 第6代ONE世界フライ級王座（2022年）

## 表彰
- UFC王座最多連続防衛（11回）
- UFC ファイト・オブ・ザ・ナイト（3回）
- UFC ノックアウト・オブ・ザ・ナイト（1回）
- UFC サブミッション・オブ・ザ・ナイト（1回）
- UFC パフォーマンス・オブ・ザ・ナイト（4回）
- FOXスポーツ ファイター・オブ・ザ・イヤー（2013年）
- ESPY賞 ファイター・オブ・ザ・イヤー（2017年）
- ブリーチャー・レポート ファイター・オブ・ザ・イヤー（2017年）
- ブリーチャー・レポート サブミッション・オブ・ザ・イヤー（2017年/レイ・ボーグ戦）
- ESPN サブミッション・オブ・ザ・イヤー（2017年/レイ・ボーグ戦）
- ONE殿堂入り（2024年）

## 出演

### CM
- トゥームレイダー